# DQ Entertainment
DQ (Dataquest) Entertainment International Ltd è uno studio di animazione indiano che si occupa di co-produzione o di servizi di animazione. È stata fondata da Tapas Chakravarti nel 2000 come DQ Entertainment Limited ed in seguito, nel 2007, è stata rinominata in DQ Entertainment International Private Limited. La sede si trova ad Hyderabad, Talengana (India). A novembre 2020 la società è stata chiusa per bancarotta, in quanto non abbia dato lo stipendio ai suoi dipendenti nei precedenti otto mesi.

## Storia
Nel 1987 Tapaas Chakravarti fonda il Dataquest Management and Communications Private Limited, un centro di formazione e consulenza informatica, finanziaria e gestionale.
Poi, nel 2000, Tapaas trova un'idea per rimettere in moto la sua passione: l'animazione e il disegno in genere; così fonda la DQ (Dataquest) Entertainment, sia come scuola per istruire animatori (in seguito nominata DQ School of Visual Arts), sia come studio vero e proprio. La sua prima produzione risale a due anni dopo, nel 2002, quando viene commissionata dall'Italia la realizzazione dell'episodio pilota della serie TV di Prezzemolo, la celebre mascotte del parco Gardaland, e fin da subito arrivano già molte richieste di animazione.
Poi, per espandere le proprie competenze, nel 2004 la DQ si specializza anche nell'animazione 3D, e nello stesso anno viene già commissionato il primo progetto: una serie animata francese in stile cel shading: Les Gnoufs. Ma la vera svolta arriva l'anno seguente, nel 2005, quando la Disney bandì un concorso per la realizzazione di un filmato di Topolino in 3D per la realizzazione della sua nuova serie: La Casa di Topolino, e proprio la DQ si aggiudicó il contratto per l'animazione della serie; uscita nel 2006 questa è probabilmente la produzione più longeva dello studio, durata ben sette anni; tra l'altro la DQ continuò ad animare per la Disney serie come Sceriffa Callie del West, Dottoressa Peluche e Topolino e gli Amici del Rally. Sempre nel 2005 la DQ costruisce un nuovo studio (in parte finanziato dalla stessa Disney) chiamato "House of Animation", il quale è il centro più importante dell'intera società.
Nel 2007 succedono due eventi importanti: il primo è la specializzazione nella realizzazione di videogiochi in 3D, mentre il secondo è il cambio di denominazione in DQ Entertainment International Private Limited. 
Invece l'anno seguente, nel 2008, la DQ apre il suo dipartimento di proprietà intellettuali, iniziando a produrre serie originali basate su famose storie.
La società chiude nel novembre del 2020, perché i dipendenti non ricevevano lo stipendio da ben otto mesi.